# 克罗彭
克罗彭（德語：Kroppen）是德国勃兰登堡州的市镇，隶属于上施普雷瓦尔德-劳西茨县，总面积为15.25平方千米，截至2023年12月31日总人口为714人。